# Sten-Bertil Jakobson
Sten-Bertil Rimbert Jakobson, född 26 augusti 1944, är sedan 11 december 1995 regionalbiskop för Liberala katolska kyrkan i Sverige. 
Han biskopsvigdes den 19 maj 1991 i Norrköping av Liberala katolska kyrkans presiderande biskop Eric S Taylor (från England) assisterad av biskoparna Lennart Söderström (Sverige) och Aumo Artamaa (Finland). Jakobson fungerade som hjälpbiskop för Liberala katolska kyrkan i Sverige till den 11 december 1995 då han efterträdde biskop Lennart Söderström som regionalbiskop. 
Gift med Eva Jakobson.